# هنگام تاریکی
هنگام تاریکی (لهستانی: Pora mroku) یک فیلم ترسناک لهستانی است که در سال ۲۰۰۸ منتشر شد. این فیلم در شهر زاگوژه شلانسکیه واقع در استان سیلزی سفلی فیلم‌برداری شد.

## گزیدهٔ بازیگران
- ناتالیا ریبیتسکا
- پاوئو توماشفسکی
- کارولینا گورچیتسا
- یاکوب وسووفسکی
- یان ویچورکوفسکی
- کاتاژینا ماچونگ
- ریشارد رونچفسکی
- اوا کولاشینسکا
- بارتوش ژوکوفسکی
- دانوتا بورسوک
- روموآلد کوئوس